# 1145
Năm 1145 trong lịch Julius.

## Mất
- 15 tháng 2: Giáo hoàng Luciô II, Giáo hoàng thứ 166 của Giáo hội Công giáo Rôma
- 10 tháng 11: Fujiwara no Tamako, chính thất của Thiên hoàng Toba, mẹ của 2 vị Thiên hoàng Sutoku và Go-Shirakawa

### Không rõ
- Đàm Hữu Lượng, người Trung Quốc, thủ lĩnh cầm đầu một cuộc nổi dậy ở vùng biên giới Việt – Trung
- Suryavarman II, vua của Đế quốc Khmer từ năm 1113 đến 1145
- Trương Trạch Đoan, họa sĩ nổi tiếng người Trung Quốc, nổi tiếng với bức Thanh minh thượng hà đồ